# Crane (Texas)
Crane es una ciudad ubicada en el condado de Crane, Texas, Estados Unidos. Tiene una población estimada, a mediados de 2021, de 3484 habitantes.

## Historia
Si bien la oficina de correos data de 1908, el descubrimiento de petróleo en 1926 en la Cuenca del Pérmico atrajo a suficientes buscadores de fortuna para poblar una ciudad. Las calles llevan el nombre de los hijos de O.C. Kinnison, el agente de bienes raíces que elaboró el mapa de la ciudad. Para 1930, Crane era una ciudad en pleno auge, con iglesias y empresas privadas, Aunque su población ha disminuido ligeramente desde entonces.

## Geografía
La localidad está ubicada en las coordenadas 31°23′30″N 102°21′1″O / 31.39167, -102.35028 (31.391782, -102.350269). Según la Oficina del Censo de los Estados Unidos, tiene una superficie total de 2.73 km², correspondientes en su totalidad a tierra firme.

## Demografía

### Censo de 2020
Según el censo de 2020, en ese momento la ciudad tenía una población de 3478 habitantes.
| Raza                   | Núm. | Porc.  |
| ---------------------- | ---- | ------ |
| Blancos                | 1827 | 52.53% |
| Afroamericanos         | 72   | 2.07%  |
| Amerindios             | 31   | 0.89%  |
| Asiáticos              | 14   | 0.40%  |
| Otras razas            | 699  | 20.10% |
| De una mezcla de razas | 835  | 24.01% |
| Total                  | 3478 | 100%   |

Del total de la población, el 68.06% son hispanos o latinos de cualquier raza.

### Censo de 2010
Según el censo de 2010, en ese momento había 3353 personas residiendo en Crane. La densidad de población era de 1252.03 hab./km². El 72.59% de los habitantes eran blancos, el 3.1% eran afroamericanos, el 1.04% eran amerindios, el 0.3% eran asiáticos, el 20.37% eran de otras razas y el 2.59% eran de una mezcla de razas. Del total de la población, el 56.99% eran hispanos o latinos de cualquier raza.